# Zeropera (tour)
ZerOpera è una tournée di Renato Zero del 1993 legata all'album Quando non sei più di nessuno, le cui tappe si dividono in invernali e estive.

## La scaletta

### Tappe invernali
Atto primo
1. Il jolly (introduzione)
2. Medley:
  1. Vivo
  2. L'aquilone Piero
  3. Chi più chi meno
  4. Non sparare
  5. Ho dato
3. Che ti do
4. Figli della guerra
5. Marciapiedi / Vagabondo cuore
6. Medley:
  1. Ostinato amore
  2. Artisti
  3. Sogni di latta
7. Nel fondo di un amore
8. Quando finisce il male
9. Niente trucco stasera
10. Fine favola
11. Ha tanti cieli la luna

Atto secondo
1. Medley:
  1. Resisti
  2. Fortuna
  3. Guai
2. L'altra bianca
3. Una magia
4. Padre nostro
5. Medley:
  1. Uomo no
  2. Più su
  3. Amico
6. Spalle al muro
7. Una magia
8. Padre nostro
9. Voyeur
10. E ci sei
11. Casal de' Pazzi
12. Il cielo

### Tappe estive
- La favola mia
- Il ritorno
- Civiltà
- E ci sei
- L'ambulanza
- Oltre ogni limite
- Che ti do
- Spiagge
- Triangolo - Mi vendo
- Inventi
- Medley 1  : Ostinato amore / Artisti / Sogni di latta
- Fine favola
- Ha tanti cieli la luna
- Madame
- Medley 2 : Resisti / Fortuna / Guai
- Il grande mare
- Sciopero
- Nel fondo di un amore
- Una magia
- I nuovi santi
- Figli della guerra
- Morire qui
- Medley 3 : Uomo no / Più su / Amico
- Un uomo da bruciare
- Casal de' pazzi
- Il cielo
- Il carrozzone/Baratto/Il carrozzone
- Fantasia

## Date del tour
| Data                           | Città                      | Luogo                          |
| Tappe invernali (ZerOpera)     | Tappe invernali (ZerOpera) | Tappe invernali (ZerOpera)     |
| ------------------------------ | -------------------------- | ------------------------------ |
| 19 aprile 1993                 | Parma                      | Teatro Regio                   |
| 20 aprile 1993                 | Parma                      | Teatro Regio                   |
| 21 aprile 1993                 | Parma                      | Teatro Regio                   |
| 22 aprile 1993                 | Parma                      | Teatro Regio                   |
| 24 aprile 1993                 | Genova                     | Teatro Margherita              |
| 27 aprile 1993                 | Firenze                    | Teatro Verdi                   |
| 29 aprile 1993                 | Firenze                    | Teatro Verdi                   |
| 1º maggio 1993                 | Firenze                    | Teatro Verdi                   |
| 2 maggio 1993                  | Firenze                    | Teatro Verdi                   |
| 4 maggio 1993                  | Livorno                    | Teatro La Gran Guardia         |
| 5 maggio 1993                  | Livorno                    | Teatro La Gran Guardia         |
| 7 maggio 1993                  | Sanremo                    | Teatro Ariston                 |
| 10 maggio 1993                 | Piacenza                   | Teatro Politeama               |
| 13 maggio 1993                 | Torino                     | Teatro Colosseo                |
| 14 maggio 1993                 | Torino                     | Teatro Colosseo                |
| 16 maggio 1993                 | Bologna                    | Palazzo dei Congressi          |
| 17 maggio 1993                 | Bologna                    | Palazzo dei Congressi          |
| 19 maggio 1993                 | Milano                     | Teatro Lirico                  |
| 20 maggio 1993                 | Milano                     | Teatro Lirico                  |
| 21 maggio 1993                 | Milano                     | Teatro Lirico                  |
| 22 maggio 1993                 | Milano                     | Teatro Lirico                  |
| 24 maggio 1993                 | Bari                       | Teatro Team                    |
| 25 maggio 1993                 | Bari                       | Teatro Team                    |
| 27 maggio 1993                 | Napoli                     | Teatro Tenda Partenope         |
| 1º giugno 1993                 | Roma                       | Stadio Flaminio                |
| 2 giugno 1993                  | Roma                       | Stadio Flaminio                |
| Tappe estive (ZerOpera Estate) |                            |                                |
| 5 agosto 1993                  | Viareggio                  | Stadio dei Pini                |
| 8 agosto 1993                  | Rosignano Solvay           | Stadio Comunale Ernesto Solvay |
| 10 agosto 1993                 | Albenga                    | Stadio comunale                |
| 12 agosto 1993                 | Chiavari                   | Stadio comunale                |
| 16 agosto 1993                 | Civitavecchia              | Stadio G.M. Fattori            |
| 18 agosto 1993                 | Nettuno                    | Stadio Steno Borghese          |
| 20 agosto 1993                 | Lecce                      | Stadio Via del Mare            |
| 21 agosto 1993                 | San Martino Valle Caudina  | Stadio Pignatelli              |
| 7 settembre 1993               | Firenze                    | Piazza del Carmine             |
| 9 settembre 1993               | Brescia                    | Stadio Aldo Invernici          |
| 11 settembre 1993              | Desio                      | Stadio comunale                |
| 16 settembre 1993              | Torino                     | Stadio Vittorio Pozzo          |